# Beta Monocerotis
Beta Monocerotis (β Mon) – najjaśniejsza gwiazda w gwiazdozbiorze Jednorożca, odległa od Słońca o około 680 lat świetlnych.

## Charakterystyka obserwacyjna
Beta Monocerotis to gwiazda potrójna, złożona z trzech bardzo podobnych składników, które można rozdzielić optycznie za pomocą lornetki.
Obserwowana wielkość gwiazdowa całego systemu to 3,74m, co czyni go jaśniejszym niż Alfa Monocerotis. Najjaśniejszy składnik A ma indywidualnie wielkość 4,62m i jest oddalony o 7 sekund kątowych od składnika B o wielkości 5,00m. Składnik C, o wielkości 5,32m, jest oddalony o 2,9″ od składnika B (pomiary z 2017 r.). Widoczna w pobliżu gwiazda dwunastej wielkości gwiazdowej najprawdopodobniej jest niezwiązanym obiektem tła.

## Charakterystyka fizyczna
Są to gorące, błękitne gwiazdy ciągu głównego należące do typu widmowego B. Mają temperatury około 18,5 tysiąca kelwinów. Jasność tych gwiazd jest odpowiednio 3200, 1600 i 1300 razy większa niż jasność Słońca, ich masy są odpowiednio 7, 6,2 i 6 razy większe niż masa Słońca. System uformował się 34 miliony lat temu, za około 9 milionów lat najmasywniejszy składnik A zakończy okres syntezy wodoru w hel i zacznie zmieniać się w olbrzyma. Dzięki szybkiej rotacji każdą z gwiazd otacza dysk materii, z którego pochodzą linie emisyjne widoczne w widmach.
Parę składników β Mon B i C dzieli w przestrzeni około 590 au, okrążają one wspólny środek masy w czasie co najmniej 4200 lat. Dalszy składnik β Mon A obiega tę parę w odległości co najmniej 1570 au, w czasie nie mniejszym niż 14 tysięcy lat.